# 오르만도 바카 디에스
오르만도 바카 디에스(스페인어: Hormando Vaca Diez, 1949년 4월 30일 ~ 2010년 2월 9일)은 볼리비아의 전 국회 상원의원이었다.
카를로스 메사가 사임한 이후 시위에 반대했으며, 에두아르도 로드리게스와 에보 모랄레스가 이끄는 시위에 반대하기까지 했다.  2010년 심장마비로 사망하였다.